# Ivan Fedorov (navigateur)
Pour les articles homonymes, voir Fedorov.
Ivan Fedorov (en russe : Ива́н Фёдоров, mort le 12 février 1733) est un navigateur russe, commandant de l'expédition qui découvre en 1732 pour la première fois l'Alaska.

## Expédition
Après la première expédition du Kamtchatka de Vitus Béring (1725-1730), les efforts d'exploration menés par la Russie furent poursuivis par le lieutenant Martin Spangberg et le navigateur Ivan Fedorov.
En 1732, avec les participants de la première expédition du Kamtchatka, le géomètre Mikhail Gvozdev et le navigateur Kondrati Mochkov, Ivan Fedorov s'embarque pour le Cap Dejnev, le point le plus oriental de l'Asie, à bord du navire Sviatoi Gavriil (Saint-Gabriel). De là, après avoir reconstitué l'approvisionnement en eau le 5 août, il naviguent vers l'est et approchent bientôt du cap Prince-de-Galles, en Alaska. Ils cartographient alors la côte nord-ouest de l'Alaska.
Ivan Fedorov et Mikhail Gvozdev ont ainsi achevé la découverte du détroit de Béring déjà entamée, entre autres, par Simon Dejnev et Fedot Popov et poursuivie par Vitus Bering. 